# Batalla de Villarrobledo

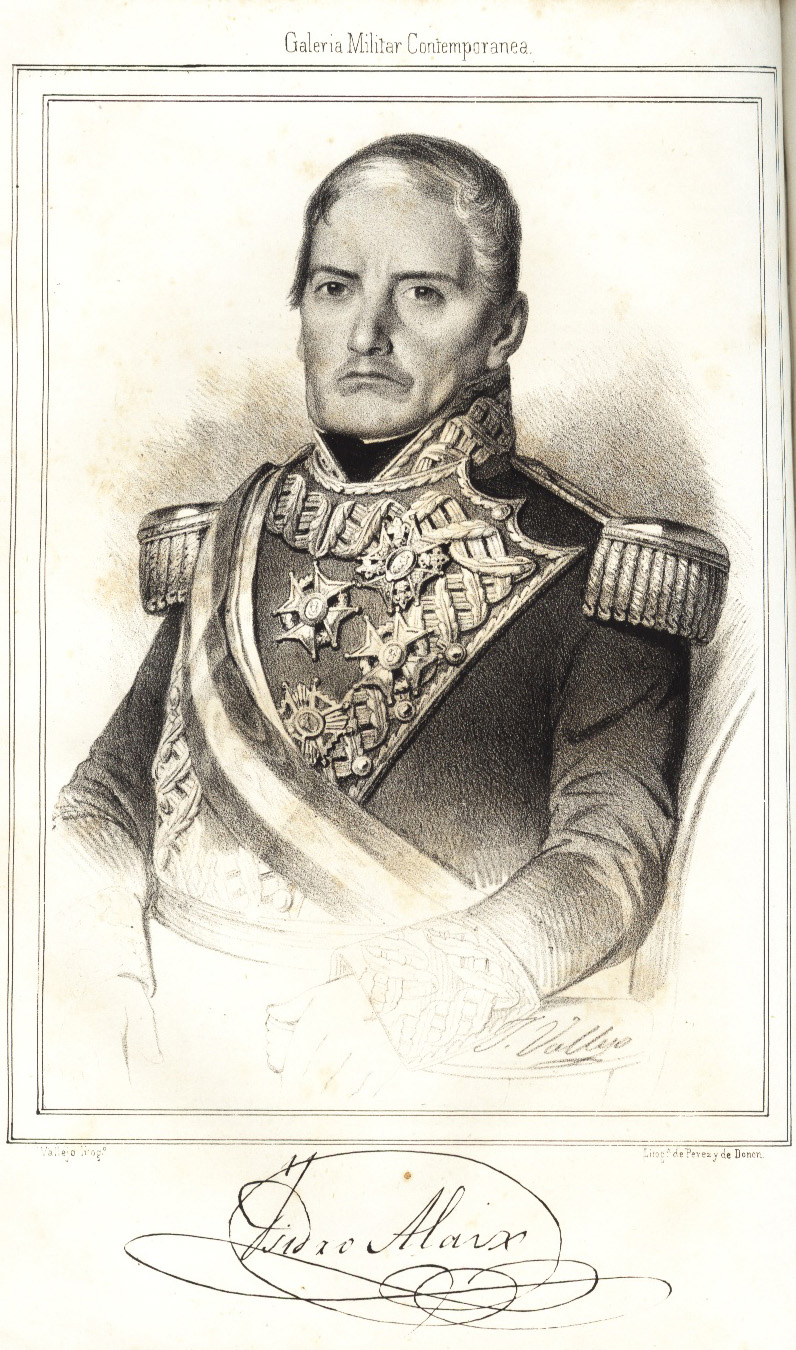
Gravat del general Isidro Alaix, un dels principals protagonistes de la Batalla de Villarrobledo

La batalla de Villarrobledo és una batalla de la Primera Guerra Carlina lliurada a Villarrobledo (Albacete) el 20 de setembre de 1836.

## Antecedents
El general carlí Miguel Gómez Damas, que havia pres Oviedo, sortí, amb vuit batallons d'infanteria i quatre peces d'artilleria, però pràcticament sense cavalleria en expedició per prendre Madrid, i es dirigí a l'encontre de Ramon Cabrera per unir les seves forces, que incloïen a Josep Miralles Marín el Serrador i Joaquín Quilez en l'intent, disposant d'un total d'onze batallons d'infanteria. Arribà el 16 de setembre de 1836 i el 19 a Villarrobledo, molt proper de la carretera de la Cort. Isidro Alaix, que coneixia tots els moviments del general carlí, malgrat disposa de forces inferiors a les de l'enemic, sortí al seu encontre, amagant-se en un espès olivarer immediat a la població, i aconseguí sorprendre la host del general Gómez a l'aurora del dia 20.

## Batalla
Els carlins començaren a defensar-se en els punts avançats de la població, d'on eren desallotjats pels cristins. Miguel Gómez Damas pogué, per fi, reunir el gruix de les seves tropes als afores de la població, on formaren. Isidro Alaix, envalentit, al front de 4 batallons i els 200 hússars, comandats per Diego de León y Navarrete, trencaren el foc, però una càrrega impetuosa, de la cavalleria carlina empentà als hússars, que, atraient al seu segon amagatall dos esquadrons enemics, es llançaren tant oportuna i decididament mentre León els empenyia sobre la seva infanteria, i arribà a arrabassar el mateix pel seu cantó dret la línia enemiga, situant-se a rereguarda de les primeres masses per on aquella es prolongava.
En aquestes, les dues columnes d'infanteria, portades per Alaix lateralment al pas de càrrega, es col·locaven ensems sobre el flanc mencionat dels carlins, resultant que les seves masses es veieren paredades pel front i rereguarda. Estava decidida la batalla; no restava altra recurs que la dispersió, i es pronuncià per l'ala esquerra, sent enrotllats i tallats pel brau León dos batallons, que els mateixos genets carlins desordenaren.

## Conseqüències
Les forces se sostingueren en retirada per batallons en columna tancada, en direcció a l'Ossa de Montiel, renunciant a encaminar-se a Madrid. Mercès al fet que el general Ramon Cabrera cobrí la retirada dels carlins, Gómez va poder arribar a Còrdova, després de deixar 1.200 presoners i perdre 2.000 fusells i bagatges.
Isidro Alaix aconseguí per la seva victòria el títol de vescomte de Villarrobledo.